# Joseba Larralde
Larralde  Alzugaray est un nom espagnol. Le premier nom de famille, en général paternel, est Larralde ; le second, en général maternel, souvent omis, est Alzugaray.
Joseba Larralde Alzugaray, né le 11 avril 1986 à Vera de Bidasoa en Navarre, est un coureur cycliste espagnol.

## Biographie
De 2006 à 2008, Joseba Larralde court chez Bidelan-Kirolgi, une équipe conventionnée par Euskaltel-Euskadi. Lors de sa troisième saison, il se distingue en remportant les titres de champion de Navarre et du Pays basque, dans la catégorie espoirs (moins de 23 ans),. Il s'impose également sur une étape de la Bizkaiko Bira (es) et au San Roman Saria, tout en obtenant diverses places d'honneur. 
En 2009, il suit le cursus classique de la Fondation Euskadi en rejoignant l'équipe continentale Orbea. Après deux saisons, il en quitte finalement son effectif en début d'année 2011.
Une fois sa carrière cycliste terminée, il se consacre aux courses de montagnes et au trial avec succès.

## Palmarès
- 2006
  - 3e du Mémorial Sabin Foruria
- 2008
  - Champion du Pays basque espoirs (Mémorial Claudio Pedruzo)
  - Champion de Navarre espoirs
  - 3e étape de la Bizkaiko Bira (es)
  - San Roman Saria
  - 2e du Trophée Iberdrola
  - 2e du San Juan Sari Nagusia
  - 2e du San Bartolomé Sari Nagusia
  - 3e du Mémorial Jesús Loroño